# Đường hầm dưới Dielik
Đường hầm dưới Dielik (tiếng Slovakia: Tunel pod Dielikom) là một đường hầm chưa hoàn thành nằm trên tuyến đường sắt đi từ Revúca đến Tisovec, trên ranh giới của các huyện Revúca và Rimavská Sobota, vùng Banská Bystrica, Slovakia. Chiều dài của đường hầm là 2.002 mét. Trong đường hầm này, điểm cao nhất của đường ray được định vị ở km số 13.295.

## Lịch sử
Đường hầm dưới Dielik bắt đầu được xây dựng vào đầu tháng 1 năm 1941. Do các điều kiện địa chất nên đường hầm rất chật hẹp và ẩm ướt. Mặc dù đường hầm chưa được hoàn thành nhưng công việc xây dựng đã bị đình chỉ vào một vài ngày trước khi cuộc Khởi nghĩa Quốc gia Slovakia bùng phát.
Đường hầm dưới Dielik đã được tuyên bố là khu bảo tồn từ năm 1997 để đảm bảo bảo vệ bãi trú đông của dơi. Đường hầm này được xếp hạng là một trong số những bãi trú đông của dơi quan trọng nhất trên quy mô châu Âu ở khía cạnh số lượng và thành phần loài dơi trú đông. Tuy nhiên, địa điểm này nằm trong khuôn viên của Công viên Quốc gia Muránska planina và không mở cửa rộng rãi cho công chúng.